# Courtrizy-et-Fussigny
 Courtrizy-et-Fussigny  là một xã ở tỉnh Aisne, vùng Hauts-de-France thuộc miền bắc nước Pháp.